# 1949
| 1949                                                                     |
| ------------------------------------------------------------------------ |
| Dødsfald - Fødsler                                                       |
| • Begivenheder • Film • Litteratur • Musik • Politik • Sport • Videnskab |

| Gregoriansk kalender | 1949 MCMXLIX            |
| Ab urbe condita      | 2702                    |
| Armensk kalender     | 1398 ԹՎ ՌՅՂԸ            |
| Kinesiske kalender   | 4645 – 4646 戊子 – 己丑 |
| Etiopisk kalender    | 1941 – 1942             |
| Jødisk kalender      | 5709 – 5710             |
| Hindukalendere       |                         |
| - Vikram Samvat      | 2004 – 2005             |
| - Shaka Samvat       | 1871 – 1872             |
| - Kali Yuga          | 5050 – 5051             |
| Iransk kalender      | 1327 – 1328             |
| Islamisk kalender    | 1368 – 1370             |

Konge i Danmark: Frederik 9. 1947-1972
Se også 1949 (tal)

## Begivenheder

### Januar
- 25. januar - det første parlamentsvalg afholdes i Israel og ender med sejr til David Ben-Gurion, der bliver premierminister.

### Marts
- 1. marts – Første nummer af Anders And & Co. udkommer i Danmark
- 24. marts - Folketinget vedtager, at Danmark skal tiltræde Atlantpagten (NATO)
- 31. marts - The Dominion of Newfoundland bliver den del af den Canadiske Føderation som Canadas 10. provins

### April
- 1. april - Hjemmeværnet i Danmark bliver grundlagt.[1]
- 4. april – USA, Canada og en række lande i Vesteuropa danner NATO som modspil til den sovjetiske magtopbygning i Østeuropa
- 4. april - i Washington underskriver den danske udenrigsminister Gustav Rasmussen Atlantpagten
- 18. april - Republikken Irland dannes

### Maj
- 1. maj – Gerard P. Kuiper opdager Neptun-månen Nereid
- 5. maj - Europarådet dannes
- 10. maj - 5 medlemmer af "Lorenzen-gruppen", en særafdeling under HIPO, henrettes
- 11. maj - med stemmerne 37-12, bliver det besluttet at optage Israel i FN
- 11. maj - Siam bliver til Thailand
- 17. maj - England anerkender republikken Irland, men fastholder krav om herredømme over Ulster
- 23. maj - Forbundsrepublikken Tyskland grundlægges i de tre vestlige besættelseszoner
- 24. maj - Sovjetunionens blokade af Berlin ophører

### Juni
- 29. juni - i Sydafrika gennemføres de første apartheidlove om raceadskillelse

### August
- 5. august - mere end 6.000 mennesker omkommer ved jordskælv i Ecuador
- 24. august - NATO-pagten træder i kraft
- 29. august – Sovjetunionen sprænger sin første atombombe nær byen Semipalatinsk i Kasakhstan

### September
- 3. september – et amerikansk spionfly opdager den sovjetiske atomsprængning. Våbenkapløbet er i gang.
- 14. september - Konrad Adenauer bliver den første vesttyske kansler
- 21. september - det kinesiske folks rådgivende konference træder sammen i Beijing for at vælge en centralregering. Dette sker med baggrund i kommunisternes sejr over Chiang Kai-shek. Kina indfører samtidig den gregorianske kalender og indfører et nyt flag
- 23. september – USA's president Harry S. Truman offentliggør den sovjetiske atomsprængning

### Oktober
- 1. oktober – Folkerepublikken Kina dannes med Mao Tse Tung som formand.
- 7. oktober - DDR grundlægges i den af Sovjetunionen besatte østlige besættelseszone i Tyskland
- 16. oktober den græske borgerkrig mellem kongetro regeringsstyrker og den kommunistiske guerilla slutter
- 26. oktober - Danmarks første selvbetjeningsbutik åbner

### December
- 13. december - Knesset beslutter at flytte Israels hovedsad til Jerusalem
- 27. december - Dronning Juliana 1. af Nederlandene underskriver en overenskomst, der giver Indonesien uafhængighed, med Achmed Sukarno som præsident

## Født

### Januar
- 10. januar – Linda Lovelace, amerikansk pornostjerne (død 2002).
- 10. januar – George Foreman, amerikansk sværvægtsbokser (død 2025).
- 11. januar – Daryl Braithwaite, sanger i Melbourne, Australien.
- 12. januar – Haruki Murakami, japansk forfatter.
- 14. januar – Ann-Mari Max Hansen, dansk skuespillerinde.
- 16. januar – Anne Øland, dansk pianist (død 2015).
- 16. januar – Torben Winther, tidl. dansk herrehåndboldlandsholdstræner.
- 16. januar – Caroline Munro, engelsk skuespillerinde.
- 19. januar – Robert Palmer, britisk sanger (død 2003).
- 20. januar - Göran Persson, svensk statsminister.
- 21. januar - Trương Tấn Sang, vietnamesisk præsident.
- 22. januar - Steve Perry, amerikansk sanger.
- 24. januar - John Belushi, amerikansk skuespiller (død 1982).
- 26. januar - David Strathairn, amerikansk skuespiller.
- 27. januar - Per Røntved, dansk fodboldspiller (død 2023).
- 28. januar - Jan Fog, dansk ejendomsmægler (død 2015).
- 30. januar - Peter Agre, amerikansk læge og molekylærbiolog.

### Februar
- 2. februar − Brent Spiner, amerikansk skuespiller.
- 3. februar − Mette Fugl, dansk journalist.
- 6. februar − Jim Sheridan, amerikansk filminstruktør.
- 8. februar − Niels Arestrup, dansk-fransk skuespiller (død 2024).
- 8. februar – Brooke Adams, amerikansk skuespiller.
- 12. februar − Claus Asmussen, dansk musiker.
- 18. februar – Pat Fraley, amerikansk tegnefilmsdubber.
- 20. februar – Ivana Trump, amerikansk forretningskvinde (død 2022).
- 21. februar – Ronnie Hellström, svensk fodboldspiller (død 2022).
- 22. februar – Niki Lauda, østrigsk racerkører (død 2019).
- 24. februar – Steen Rømer Larsen, dansk fodboldspiller.
- 25. februar – Ric Flair, amerikansk wrestler.
- 26. februar – Elizabeth George, amerikansk forfatter af kriminalromaner.

### Marts
- 2. marts – Gates McFadden, amerikansk skuespillerinde.
- 5. marts – Bosse Hall Christensen, dansk musiker.
- 9. marts – Kalevi Aho, finsk komponist.
- 16. marts – Victor Garber, canadisk skuespiller.
- 17. marts – Patrick Duffy, amerikansk skuespiller.
- 19. marts – Valerij Leontjev, russisk popsanger.
- 20. marts – Henning Stærk, dansk sanger og musiker.
- 21. marts – Slavoj Žižek, slovensk filosof.
- 22. marts – Fanny Ardant, fransk skuespillerinde.
- 23. marts – Trevor Jones, sydafrikansk komponist.
- 27. marts – Poul Ruders, dansk komponist

### April
- 2. april – Emmylou Harris, Country & Western sanger.
- 5. april – Judith Resnik, amerikansk astronaut (død 1986).
- 7. april - Frans Gregersen, dansk lingvist.
- 13. april - Christopher Hitchens, engelsk-amerikansk journalist og forfatter (død 2011).
- 18. april - Bengt Holmström, finsk økonom.
- 20. april – Jessica Lange, amerikansk skuespillerinde.
- 23. april – John Miles, engelsk rocksanger (død 2021).
- 28. april – Paul Guilfoyle, amerikansk skuespiller.
- 30. april – António Guterres, portugisisk generalsekretær.

### Maj
- 9. maj – Billy Joel, amerikansk sanger.
- 10. maj – Kirsten Olesen, dansk skuespillerinde.
- 12. maj – Michael Bundesen, dansk sanger (død 2020).
- 13. maj – Zoë Wanamaker, engelsk skuespillerinde.
- 15. maj − Iben Wurbs, dansk skuespiller.
- 15. maj - Hagen von Ortloff, tysk tv-vært.
- 19. maj – Ashraf Ghani, afghansk præsident.
- 23. maj – Asger Schnack, dansk forfatter og forlægger.
- 24. maj – Jim Broadbent, engelsk skuespiller.
- 26. maj – Ward Cunningham, amerikansk programmør.
- 26. maj – Jeremy Corbyn, engelsk politiker.
- 31. maj – Tom Berenger, amerikansk skuespiller.

### Juni
- 14. juni – Jimmy Lea, engelsk violinist, bassist, pianist i det britiske glam rock band Slade.
- 18. juni – Lech Kaczyński, polsk præsident (død 2010).
- 20. juni – Lionel Richie, amerikansk sanger.
- 22. juni – Meryl Streep, amerikansk skuespillerinde.
- 22. juni – Elizabeth Warren, amerikansk politiker.
- 30. juni - Christian Dirksen, dansk pensioneret officer i Flyvevåbnet.

### Juli
- 1. juli – John Farnham, australsk sanger.
- 8. juli – Jan Hertz, dansk skuespiller, instruktør og teaterdirektør.
- 15. juli - Carl Bildt, svensk politiker.
- 19. juli - Jørgen Steinicke, dansk autodidakt maler.
- 19. juli - Kgalema Motlanthe, sydafrikansk præsident.
- 22. juli – Mohammed bin Rashid Al Maktoum, vicestatsminister for de Forenede Arabiske Emirater.
- 22. juli - Alan Menken, amerikansk pianist og komponist.
- 24. juli – Michael Richards, amerikansk skuespiller.
- 26. juli – Thaksin Shinawatra, thailandsk politiker.
- 26. juli - Roger Meddows-Taylor, engelsk trommeslager.

### August
- 9. august – Steen Rasmussen, dansk skuespiller og instruktør.
- 12. august – Fernando Collor de Mello, brasiliansk præsident.
- 14. august – Morten Olsen, dansk fodboldlandstræner.
- 20. august – Phil Lynott, irsk sanger (død 1986).
- 24. august – Pia Degermark, svensk skuespillerinde.
- 25. august – Martin Amis, britisk forfatter (død 2023).
- 28. august – Charles Rocket, amerikansk skuespiller (død 2005).
- 31. august – Richard Gere, amerikansk skuespiller.

### September
- 5. september – Michael Meyerheim, dansk journalist og tv-vært.
- 10. september – Bill O'Reilly, amerikansk tv-vært, forfatter og politisk kommentator.
- 14. september – Tommy Seebach, dansk sanger og komponist (død 2003).
- 16. september – Ed Begley, Jr., amerikansk skuespiller.
- 19. september - Twiggy, engelsk skuespillerinde og model.
- 19. september - Ernie Sabella, amerikansk skuespiller.
- 21. september – Hans-Jacob Augestad, norsk tidligere håndboldspiller.
- 23. september – Bruce Springsteen, amerikansk sanger.
- 30. september - Oluf Christensen, Kommunaldirektør Gudme Kommune.

### Oktober
- 1. oktober - André Rieu, hollandsk violinist.
- 8. oktober - Sigourney Weaver, amerikansk skuespillerinde.
- 26. oktober - Kevin Sullivan, amerikansk wrestler
- 28. oktober - Caitlyn Jenner, amerikansk tv-personlighed.
- 29. oktober - Paul Orndorff, amerikans wrestler (død 2021).

### November
- 3. november – Larry Holmes, amerikansk sværvægtsbokser.
- 8. november – Bonnie Raitt, amerikansk sangerinde.
- 14. november − Henrik Otbo, dansk rigsrevisor (død 2015).
- 17. november – Nguyễn Tấn Dũng, vietnamesisk politiker.
- 20. november – Ulf Lundell, svensk sanger og forfatter.
- 24. november – Erwin Neutzsky-Wulff, dansk forfatter.
- 28. november – Alexander Godunov, russisk-amerikansk danser og skuespiller (død 1995).

### December
- 1. december – Pablo Escobar, colombiansk narkobaron (død 1993).
- 4. december – Torben Zeller, dansk skuespiller.
- 4. december – Jeff Bridges, amerikansk skuespiller.
- 6. december - Linda Barnes, amerikansk krimiforfatter.
- 7. december - Tom Waits, amerikansk krimiforfatter.
- 11. december – Peter Brixtofte, dansk politiker og minister (død 2016).
- 12. december – Bill Nighy, engelsk skuespiller.
- 13. december – Tom Verlaine – Amerikansk sangskriver, guitarist og sangskriver og frontfigur i Television
- 15. december – Kim Schumacher, dansk radio- og TV-vært (død 1990).
- 15. december – Don Johnson, amerikansk skuespiller.
- 16. december – Billy Gibbons, amerikansk sanger.
- 17. december – Paul Rodgers, engelsk-canadisk sanger og musiker.
- 19. december – Sebastian, dansk sanger og komponist.
- 20. december – Ole Vagner, dansk iværksætter og direktør.
- 22. december − Jørgen Christensen, dansk amtsborgmester.
- 22. december − Robin Gibb, engelsk sanger og sangskriver (død 2012).
- 24. december – Doak Snead, amerikansk sanger og sangskriver.
- 25. december – Sissy Spacek, amerikansk skuespillerinde.
- 26. december – José Ramos-Horta, østtimorisk præsident.
- 27. december – Klaus Fischer, tysk fodboldspiller.
- 30. december – Poul Weber, borgmester i Egebjerg Kommune fra 1989-2001 og for Fyns Amt fra 2005-2007.

## Dødsfald

### Januar
- 20. januar – Knud Parkov, dansk bryggeridirektør (født 1894).

### Februar
- 3. februar – Harald Simonsen, dansk byggematador (født 1873).
- 9. februar – Poul Schierbeck, dansk komponist (født 1888).
- 23. februar – P. Knutzen, dansk generaldirektør (født 1887).

### Marts
- 6. marts – Storm P, dansk skuespiller og forfatter (født 1882).
- 10. marts – Jens Jensen-Sønderup, dansk politiker (født 1862).
- 18. marts – Hans Rasmussen, dansk politiker, redaktør og folketingsformand (født 1873).
- 30. marts – Prins Harald, dansk prins (født 1876).
- 31. marts – Franz von Jessen, dansk journalist, redaktør og forfatter (født 1870).

### April
- 25. april – Kay Schrøder, dansk arkitekt, OL-fæger og bygningsinspektør (født 1877).

### Maj
- 8. maj – Carl Lundquist, dansk arkitekt (født 1883).
- 21. maj – Klaus Mann, tysk forfatter (født 1906).
- 23. maj – Valdemar Koppel, dansk journalist og chefredaktør (født 1867).
- 23. maj - Hans Koch, dansk teolog og præst (født 1867).
- 25. maj – Eigil Thune Jacobsen, dansk rigspolitichef og minister (født 1880).
- 27. maj – Martin Knudsen, dansk fysiker (født 1871).

### Juni
- 10. juni – Sigrid Undset, norsk forfatter (Kristin Lavransdatter) (født 1882).
- 27. juni – Ludvig Brandstrup, dansk skuespiller og instruktør (født 1892).

### Juli
- 13. juli – Harald Madsen, dansk skuespiller og cirkusartist (født 1890).
- 21. juli – Albert Høeberg, dansk operasanger (født 1879).

### August
- 16. august – Margaret Mitchell, amerikansk forfatter (født 1900).
- 29. august – Aage Hermann, dansk forfatter, journalist og redaktør (født 1888).

### September
- 8. september – Richard Strauss, tysk komponist (født 1864).
- 13. september – August Krogh, dansk zoolog og fysiolog (født 1874).
- 26. september – Peter Nielsen, dansk skuespiller (født 1876).
- 28. september – Nancy Dalberg, dansk komponist (født 1881).

### Oktober
- 5. oktober – Aage Friis, dansk historiker og professor (født 1870).
- 31. oktober – Edward Stettinius, Jr., amerikansk politiker og udenrigsminister (født 1900).

### November
- 3. november – Olaf Fønss, dansk skuespiller, forfatter, filmcensor og direktør (født 1882).
- 7. november - Ville Jais Nielsen, dansk maler (født 1886).
- 12. november – Christian Schmiegelow, dansk skibsreder og direktør (født 1859).

### December
- 6. december – Leadbelly, amerikansk bluesmusiker (født 1888).
- 22. december – Svend Olufsen, dansk ingeniør og fabrikant (født 1897).

## Nobelprisen
- Fysik – Hideki Yukawa
- Kemi – William F. Giauque
- Medicin –
- Litteratur – William Faulkner
- Fred – John Boyd Orr

## Sport
- 1. marts - den amerikanske sværvægtsbokser Joe Louis meddeler, at han stopper sin karriere og trækker sig dermed tilbage som regerende verdensmester
- 4. maj - næsten hele Torinos fodboldhold omkommer i et flystyrt i udkanten af Torino
- Ryder Cup, golf – USA 7-Storbritannien 5
- Le Mans – Luigi Chinetti og Lord Seldson vinder i deres Ferrari 166M
- 4. september - den længste tenniskamp i historien bliver spillet mellem Pancho Gonzales og Ted Schroeder, som skal bruge 67 partier i fem sæt for at finde en vinder

## Film
- Den stjålne minister, dansk film.
- Det gælder os alle, dansk film.
- Det hændte i København, dansk film.
- For frihed og ret, dansk film.
- John og Irene, dansk film.
- Kampen mod uretten, dansk film.
- Lejlighed til leje, dansk film.
- Palle alene i verden, dansk film.
- Vi vil ha' et barn, dansk film.

## Bøger
- 1984 – George Orwell
- Karius og Baktus - Thorbjørn Egner